# Hlaðguðr svanhvít
Nella mitologia norrena, Hlaðguðr svanhvít (in norreno "Hlaðguðr cigno-bianco") è una valchiria. 
Nella Völundarkviða ("Il carme di Völundr", uno dei poemi mitologici dell'Edda poetica) Hlaðguðr Svanhvít è figlia di re Hlödvér, sorella della valchiria Hervör alvitr e compagna della valchiria Ölrún. La prende in moglie Slagfiðr, figlio del re dei Finnar e fratello di Völundr il fabbro, ma dopo nove inverni la fanciulla trasformata in cigno se ne vola via per seguire il suo destino di valchiria. Slagfiðr si mette in viaggio verso sud sperando di rincontrarla.